# She Was the Deputy's Wife
Pour plus de détails, voir Fiche technique et Distribution.
She Was the Deputy's Wife (litt. Elle était l'épouse de l'adjoint du shérif) est un western américain sorti en 2021, réalisé par Travis Mills.

## Synopsis
Un dimanche matin, le shérif organise la pendaison d'un voleur de chevaux, Paul. Mais la pendaison est interrompue par un télégramme du marshal, qui réclame d'avoir le temps d'interroger le voleur. Après l'interruption de la pendaison, Mabel, épouse de l'un des adjoints du shérif, intervient et libère le prisonnier, en assassinant le geôlier. Ils n'ont pas le temps de s'enfuir et restent tous les deux dans le bureau du shérif, assiégés par les adjoints et des citoyens volontaires. Croyant qu'elle est prise en otage, l'adjoint Jonathan décide de libérer son épouse, mais s'aperçoit qu'elle est là de son plein gré, et tente alors de se suicider, mais en est empêché par une blessure au bras. 
Arrive en ville le marshal, qui ne peut pas interroger en direct le prisonnier : il est très intéressé par le sort d'un étalon que celui-ci avait volé. Il établit un plan avec le shérif et ses adjoints, tandis que Mrs Wade vient soigner Jonathan blessé. Le marshal négocie avec les assiégés leur libération contre information au soir tombant. Entre temps, le shérif tue le compagnon du voleur qui s'était manifesté en montant sur le toit de l'église. Il ramène son corps devant la prison pour faire pression sur les assiégés, mais est lui-même tué.
Des adjoints du shérif, c'est Lemmy qui est nommé shérif par le Marshal, ce qui lui permet de prendre sa revanche sur Jonathan qui l'a toujours considéré de haut. Il est en possession d'une lettre de Mabel qui avoue tout. Jonathan la récupère, et comprend alors que son épouse l'a trompé et désire un type de liberté qui ressemble à ce qu'elle a obtenu du voleur en lui faisant relâcher les chevaux volés, dont l'étalon qui intéresse le marshal. Le flash-back sur les événements des jours précédents permet de comprendre que le marshal n'est pas si honnête que cela et qu'il a déjà tué un ami de Paul, Timberlake, et coupé la langue du compagnon de Paul.
Au soir venu, les choses ne se passent pas comme prévu : Paul et Mabel essaient de s'enfuir, mais Lemmy tue Paul. Dépité, le marshal qui n'a toujours pas ses informations essaie de les obtenir en menaçant Jonathan et Mabel, de les tuer ou de leur couper la langue. Intervient Mrs Wade qui donne à Mabel le moyen de retourner la situation. Mabel peut alors s'enfuir avec la bénédiction de Jonathan, qui la déclare « libre ». 
Le marshal qui a survécu à ses blessures revient à la charge, et est abattu par Jonathan, au nom de la loi. Revient alors Mabel, qui invite Jonathan à partir avec elle.

## Fiche technique
- Titre original anglais : She Was the Deputy's Wife
- Réalisation : Travis Mills
- Scénario : Mario Mattei et Travis Mills
- Musique : Christopher Hart[1]
- Pays de production :  États-Unis
- Genre : Western
- Durée : 82 min
- Date de sortie :
  - États-Unis : 6 mars 2021 (Phoenix, Arizona)

## Distribution
- Megan Therese Rippey : Mabel, l'épouse de Jonathan[2]
- Robert Anthony Peters : Jonathan, adjoint du shérif
- Shayn Herndon : Paul, voleur de chevaux
- Les Best : Marshal Graham
- Vincent Stalba : Lemmy, adjoint du shérif
- John Marrs : shérif Bob
- Larry Judkins : Smithey
- John Schile : Wilson
- Vernon Walker : Merriweather
- Babe McGuire : Mrs. Wade
- Wade Everett : pasteur
- Russell Thompson : Timberlake
- Austin Buchanan : Marcus

## Récompenses
- En 2021 le film est primé plusieurs fois au Festival international du film de Cowpokes[3] :
  - Prix du jury du meilleur western (Best Western Feature) pour Travis Mills en tant que producteur
  - Prix du jury du meilleur réalisateur de western (Best Director (Western Feature)) pour Travis Mills en tant que réalisateur
  - Prix du jury de la meilleure actrice de western (Best Actress (Western Feature)) pour Megan Therese Rippey
  - Prix du jury de meilleur second rôle féminin de western (Best Supporting Actress (Western Feature)) pour Babe McGuire
- En 2021 également au Festival du film de Spring Grove Caledonia[3] : 
  - Récompense du Lacey Award de meilleur script d'un film de fiction (Best Script Fiction Feature) pour Travis Mills en tant que scénariste.